# 2007년 전국체육대회
제88회 전국체육대회는 2007년 10월 8일부터 2007년 10월 14일까지 광주광역시에서 개최되었다.
제44회(1963년)대회부터 시상해 온 상배(8종)가 신규제작되었으며(디자인:송진희 호남대교수), 재 영국동포 선수단이 참가하였고, 체육계 자정을 위한 결의문을 낭독하였다.(선수대표 : 장미란) (중앙경기단체, 시/도체육회, 프로경기단체, 심판, 경기지도자 선수 및 학부모 대표), 특히 태권도 경기 전자호구가 처음 사용되었다.

## 개요
- 대회명칭 : 제88회 전국체육대회
- 개최기간 : 2007년 10월 8일 ~ 2007년 10월 14일
- 개최지 : 광주광역시
- 구호 : 꿈도 함께! 전진도 함께! 영광도 함께!
- 참가인원 : 18,674명
- 종별 : 일반부, 대학부, 고등부
- 마스코트 : 빛돌이

## 종목

### 정식종목
- 육상, 수영, 축구, 야구, 테니스, 정구, 농구, 배구, 탁구, 핸드볼, 럭비, 사이클, 복싱, 레슬링, 역도, 씨름, 유도, 검도, 궁도, 양궁, 사격, 승마, 체조, 하키, 펜싱, 배드민턴, 태권도, 조정, 볼링, 인라인롤러, 요트, 근대5종, 카누, 골프, 보디빌딩, 우슈, 수중, 세팍타크로, 소프트볼, 철인3종, 스쿼시

## 종합순위
- 시도별 득점 순위

1. 경기 : 79,451
2. 서울 : 65,041
3. 광주 : 52,326
4. 경북 : 49,037
5. 경남 : 45,777
6. 충남 : 45,445
7. 부산 : 40,004
8. 인천 : 39,617
9. 강원 : 38,157
10. 대구 : 37,267
11. 충북 : 36,355
12. 전남 : 35,127
13. 전북 : 31,444
14. 대전 : 30,840
15. 울산 : 21,821
16. 제주 : 8,260

### 최우수 선수상
최우수 선수상은 한국체육기자연맹 기자단의 투표로 결정된다.
- 최우수 선수상(MVP) : 박태환 (서울특별시/수영)